# Campionati africani di atletica leggera 2006
I Campionati africani di atletica leggera 2006 sono stati la 15ª edizione dei Campionati africani di atletica leggera. La manifestazione si è svolta dal 9 al 13 agosto presso lo Stade Germain-Comarmond di Bambous, a Mauritius.
Per la seconda volta la massima competizione atletica del continente africano si tiene a Mauritius, la prima fu nel 1992.

## Partecipazione
Alla manifestazione si sono iscritti un totale di 438 atleti rappresentanti 42 nazioni. Di seguito l'elenco delle nazioni partecipanti con il numero degli atleti indicato tra parentesi:
- Algeria (20)
- Benin (8)
- Botswana (13)
- Burkina Faso (7)
- Burundi (4)
- Camerun (11)
- Capo Verde (1)
- Ciad (1)
- Comore (1)
- Costa d'Avorio (7)
- Egitto (14)
- Eritrea (4)
- Etiopia (23)
- Gabon (2)

- Ghana (20)
- Kenya (36)
- Lesotho (2)
- Liberia (10)
- Madagascar (6)
- Malawi (1)
- Mali (8)
- Marocco (25)
- Mozambico (6)
- Mauritius (33)
- Namibia (6)
- Nigeria (32)
- Rep. Centrafricana (3)
- Rep. del Congo (4)

- RD del Congo (3)
- Ruanda (5)
- Senegal (20)
- Seychelles (14)
- Somalia (1)
- Sudafrica (53)
- Sudan (2)
- eSwatini (2)
- Tanzania (4)
- Togo (2)
- Tunisia (12)
- Uganda (4)
- Zambia (4)
- Zimbabwe (4)

## Medagliati

### Uomini
| Specialità | Oro                                                                    | Prestazione | Argento                                                            | Prestazione | Bronzo                                                                             | Prestazione |
| Corse piane |                                                                        |             |                                                                    |             |                                                                                    |             |
| 100 m | Olusoji Fasuba                                                         | 10"37       | Uchenna Emedolu                                                    | 10"44       | Eric Nkansah                                                                       | 10"65       |
| 200 m | Uchenna Emedolu                                                        | 20"61       | Stéphan Buckland                                                   | 20"67       | Leigh Julius                                                                       | 20"82       |
| 400 m | Gary Kikaya                                                            | 45"03       | Paul Gorries                                                       | 45"50       | Young Talkmore Nyongani                                                            | 45"60       |
| 800 m | Alex Kipchirchir                                                       | 1'46"62     | Ismail Ahmed Ismail                                                | 1'46"65     | Alfred Kirwa Yego                                                                  | 1'46"85     |
| 1 500 m | Alex Kipchirchir                                                       | 3'46"54     | Adil Kaouch                                                        | 3'46"72     | Tarek Boukensa                                                                     | 3'46"81     |
| 5 000 m | Kenenisa Bekele                                                        | 14'03"41    | Mike Kigen                                                         | 14'05"12    | Moses Ndiema Kipsiro                                                               | 14'05"20    |
| 10 000 m | Moses Ndiema Kipsiro                                                   | 28'03"46    | Mike Kigen                                                         | 28'03"70    | Abebe Dinkesa                                                                      | 28'05"07    |
| Corse a ostacoli |                                                                        |             |                                                                    |             |                                                                                    |             |
| 110 hs | Aymen Ben Ahmed                                                        | 13"77       | Joseph-Berlioz Randriamihaja                                       | 14"03       | Ruan de Vries                                                                      | 14"05       |
| 400 hs | L.J. van Zyl                                                           | 49"43       | Alwyn Myburgh                                                      | 49"88       | Kurt Couto                                                                         | 50"72       |
| 3 000 siepi | Paul Kipsiele Koech                                                    | 8'11"74     | Abdelkader Hachlaf                                                 | 8'33"52     | Ruben Ramolefi                                                                     | 8'39"67     |
| Prove su strada |                                                                        |             |                                                                    |             |                                                                                    |             |
| Marcia 20 km | David Kimutai                                                          | 1h23'58"    | Hatem Ghoula                                                       | 1h25'02"    | Hicham Mejbar                                                                      | 1h25'15"    |
| Salti |                                                                        |             |                                                                    |             |                                                                                    |             |
| Salto in alto | Kabelo Kgosiemang                                                      | 2,30 m      | Boubacar Séré                                                      | 2,22 m      | Ramsay Carelse                                                                     | 2,22 m      |
| Salto con l'asta | Okkert Brits                                                           | 5,20 m      | Abderrahmane Tamada                                                | 5,15 m      | Hamdi Dhouibi                                                                      | 4,80 m      |
| Salto in lungo | Ignisious Gaisah                                                       | 8,51 m      | Godfrey Khotso Mokoena                                             | 8,45 m      | Issam Nima                                                                         | 8,37 m      |
| Salto triplo | Tarik Bouguetaïb                                                       | 17,25 m     | Godfrey Khotso Mokoena                                             | 16,67 m     | Younès Moudrik                                                                     | 16,58 m     |
| Lanci |                                                                        |             |                                                                    |             |                                                                                    |             |
| Getto del peso | Yasser Ibrahim Farag                                                   | 18,93 m     | Janus Robberts                                                     | 17,88 m     | Mohammed Medded                                                                    | 17,87 m     |
| Lancio del disco | Omar Ahmed El Ghazaly                                                  | 61,11 m     | Yasser Ibrahim Farag                                               | 54,38 m     | Chima Ugwu                                                                         | 51,56 m     |
| Lancio del giavellotto | Gerhardus Pienaar                                                      | 77,55 m     | Gerbrandt Grobler                                                  | 75,95 m     | Walid Adb El Wahab                                                                 | 69,86 m     |
| Lancio del martello | Chris Harmse                                                           | 77,55 m     | Saber Souid                                                        | 72,66 m     | Mohsen El Anany                                                                    | 69,22 m     |
| Prove multiple |                                                                        |             |                                                                    |             |                                                                                    |             |
| Decathlon | Hamdi Dhouibi                                                          | 7 566 p.    | Mourad Souissi                                                     | 7 113 p.    | Terence Wepener                                                                    | 7 084 p.    |
| Staffette |                                                                        |             |                                                                    |             |                                                                                    |             |
| Staffetta 4×100 m | Nigeria Peter Emelieze Uchenna Emedolu Adetoyi Durotoye Olusoji Fasuba | 39"63       | Sudafrica Hannes Dreyer Julius Leigh Lee-Roy Newton Sherwin Vries  | 39"68       | Ghana Harry Adu Mfum Cyril Ferguson Seth Amoo Eric Nkansah                         | 40"12       |
| Staffetta 4×400 m | Kenya George Kwoba Vincent Mumo Kiilu Sammy Rono Thomas Musembi        | 3'06"78     | Sudafrica Alwyn Myburgh Ofentse Mogawane Ruben Majola Paul Gorries | 3'07"65     | Botswana Oganeditse Moseki California Molefe Gakologelwang Masheto Obakeng Ngwigwa | 3'08"13     |
| record mondiale; record mondiale stagionale; record africano; record dei campionati; record nazionale; record personale; record personale stagionale. |                                                                        |             |                                                                    |             |                                                                                    |             |

### Donne
| Specialità | Oro                                                                  | Prestazione | Argento                                                                       | Prestazione | Bronzo                                                                                       | Prestazione |
| Corse piane |                                                                      |             |                                                                               |             |                                                                                              |             |
| 100 m | Vida Anim                                                            | 11"58       | Geraldine Pillay                                                              | 11"67       | Endurance Ojokolo                                                                            | 11"95       |
| 200 m | Vida Anim                                                            | 22"90       | Geraldine Pillay                                                              | 23"11       | Fabienne Feraez                                                                              | 23"15       |
| 400 m | Amy Mbacké Thiam                                                     | 52"22       | Amantle Montsho                                                               | 52"68       | Louise Ayétotché                                                                             | 52"92       |
| 800 m | Janeth Jepkosgei                                                     | 2'00"64     | Maria Mutola                                                                  | 2'01"08     | Nouria Mérah-Benida                                                                          | 2'02"18     |
| 1 500 m | Nouria Mérah-Benida                                                  | 4'23"26     | Safa Issaoui                                                                  | 4'24"08     | Berhane Hirphsa                                                                              | 4'24"09     |
| 5 000 m | Meseret Defar                                                        | 15'56"00    | Tirunesh Dibaba                                                               | 15'56"04    | Sylvia Kibet                                                                                 | 15'57"14    |
| 10 000 m | Edith Masai                                                          | 31'27"96    | Isabella Ochichi                                                              | 31'29"43    | Emily Chebet                                                                                 | 31'33"39    |
| Corse a ostacoli |                                                                      |             |                                                                               |             |                                                                                              |             |
| 100 hs | Olutoyin Augustus                                                    | 13"44       | Carole Kaboud Mebam                                                           | 13"85       | Gnima Faye                                                                                   | 13"95       |
| 400 hs | Janet Wienand                                                        | 56"97       | Houria Moussa                                                                 | 57"15       | Aissafa Soulama                                                                              | 57"27       |
| 3 000 siepi | Jeruto Kiptum                                                        | 10'00"02    | Habiba Ghribi                                                                 | 10'10"93    | Bouchra Chaâbi                                                                               | 10'11"52    |
| Prove su strada |                                                                      |             |                                                                               |             |                                                                                              |             |
| Marcia 20 km | Nagwa Ibrahim Saleh                                                  | 1h43'22"    | Arasa Asnaksh Abissa                                                          | 1h45'31"    | Ghania Amzal                                                                                 | 1h46'05"    |
| Salti |                                                                      |             |                                                                               |             |                                                                                              |             |
| Salto in alto | Rene van der Merwe                                                   | 1,84 m      | Nkeka Ukuh                                                                    | 1,80 m      | Sara Bouaoudia                                                                               | 1,75 m      |
| Salto con l'asta | Syrine Balti                                                         | 4,21 m      | Nisrine Dinar                                                                 | 3,60 m      | Lindi Roux                                                                                   | 3,60 m      |
| Salto in lungo | Joséphine Mbarga-Bikié                                               | 6,33 m      | Kéné Ndoye                                                                    | 6,30 m      | Chinaza Amadi                                                                                | 6,23 m      |
| Salto triplo | Yamilé Aldama                                                        | 14,71 m     | Kéné Ndoye                                                                    | 14,08 m     | Otonye Iworima                                                                               | 13,88 m     |
| Lanci |                                                                      |             |                                                                               |             |                                                                                              |             |
| Getto del peso | Vivian Chukwuemeka                                                   | 17,45 m     | Wafa Ismail El Baghdadi                                                       | 15,48 m     | Monique Ngo Ngoué-Poree                                                                      | 14,99 m     |
| Lancio del disco | Elizna Naudé                                                         | 55,42 m     | Vivian Chukwuemeka                                                            | 49,63 m     | Kazai Suzanne Kragbé                                                                         | 49,05 m     |
| Lancio del giavellotto | Justine Robbeson                                                     | 60,60 m     | Sunette Viljoen                                                               | 55,64 m     | Lindy Leveau-Agricole                                                                        | 54,41 m     |
| Lancio del martello | Marwa Hussein                                                        | 62,16 m     | Blessing Egwu                                                                 | 51,77 m     | Menakshee Totah                                                                              | 36,68 m     |
| Prove multiple |                                                                      |             |                                                                               |             |                                                                                              |             |
| Eptathlon | Janice Josephs                                                       | 5 876 p.    | Céline Laporte                                                                | 4 932 p.    | Nadege Essama Foe                                                                            | 3 808 p.    |
| Staffette |                                                                      |             |                                                                               |             |                                                                                              |             |
| Staffetta 4×100 m | Ghana Gifty Addy Elizabeth Amolofo Vida Anim Esther Dankwah          | 44"43       | Nigeria Olutoyin Augustus Ene Franca Idoko Gloria Kemasuode Endurance Ojokolo | 44"52       | Camerun Esther Solange Ndoumbe Carole Kaboud Mebam Joséphine Mbarga-Bikié Myriam Léonie Mani | 46"43       |
| Staffetta 4×400 m | Sudafrica Amanda Kotze Estie Wittstock Janet Wienand Heide Seyerling | 3'36"88     | Nigeria Alice Nwosu Mary Onyemuwa Kate Obilor Christy Ekpukhon                | 3'37"00     | Kenya Josephine Nyarunda Elizabeth Muthuka Annet Mwanzi Lukhuyi Florence Wasike              | 3'39"79     |
| record mondiale; record mondiale stagionale; record africano; record dei campionati; record nazionale; record personale; record personale stagionale. |                                                                      |             |                                                                               |             |                                                                                              |             |

## Medagliere
| Posizione | Paese          | Oro | Argento | Bronzo | Totale |
| --------- | -------------- | --- | ------- | ------ | ------ |
| 1         | Sudafrica      | 10  | 11      | 6      | 27     |
| 2         | Kenya          | 8   | 3       | 4      | 15     |
| 3         | Nigeria        | 5   | 6       | 4      | 15     |
| 4         | Egitto         | 4   | 2       | 2      | 8      |
| 5         | Ghana          | 4   | 0       | 2      | 6      |
| 6         | Tunisia        | 3   | 5       | 2      | 10     |
| 7         | Etiopia        | 2   | 2       | 2      | 6      |
| 8         | Marocco        | 1   | 3       | 2      | 6      |
| 9         | Algeria        | 1   | 2       | 6      | 9      |
| 10        | Senegal        | 1   | 2       | 1      | 4      |
| 11        | Camerun        | 1   | 1       | 3      | 5      |
| 12        | Botswana       | 1   | 1       | 1      | 3      |
| 13        | Sudan          | 1   | 1       | 0      | 2      |
| 14        | Uganda         | 1   | 0       | 1      | 2      |
| 15        | RD del Congo   | 1   | 0       | 0      | 1      |
| 16        | Burkina Faso   | 0   | 1       | 1      | 2      |
| 16        | Mauritius      | 0   | 1       | 1      | 2      |
| 16        | Mozambico      | 0   | 1       | 1      | 2      |
| 16        | Seychelles     | 0   | 1       | 1      | 2      |
| 20        | Madagascar     | 0   | 1       | 0      | 1      |
| 21        | Costa d'Avorio | 0   | 0       | 2      | 2      |
| 22        | Benin          | 0   | 0       | 1      | 1      |
| 22        | Zimbabwe       | 0   | 0       | 1      | 1      |
| Totale    | Totale         | 44  | 44      | 44     | 132    |